# カタンザーロ
カタンザーロ（イタリア語: Catanzaro ( 音声ファイル)）は、イタリア共和国南部にある都市で、その周辺地域を含む人口90,000人の基礎自治体（コムーネ）。カラブリア州の州都、カタンザーロ県の県都である。カラブリア州ではレッジョ・ディ・カラブリアに次ぎ第2のコムーネ人口を有する。カタンツァーロとも発音される。

## 名称
Catanzaro は [katanˈʣaro]  あるいは [katanˈʦaro] と発音される。

## 地理

### 位置・広がり
カタンツァーロ県中部のコムーネである。カタンツァーロ市街は内陸に位置し、ヴィボ・ヴァレンツィアから北東へ約50キロメートル、コゼンツァから南南東へ約52キロメートル、レッジョ・ディ・カラブリアから北東へ約121キロメートル、ターラントから南南西へ約182キロメートル、ナポリから南東へ約293キロメートルの距離にある。

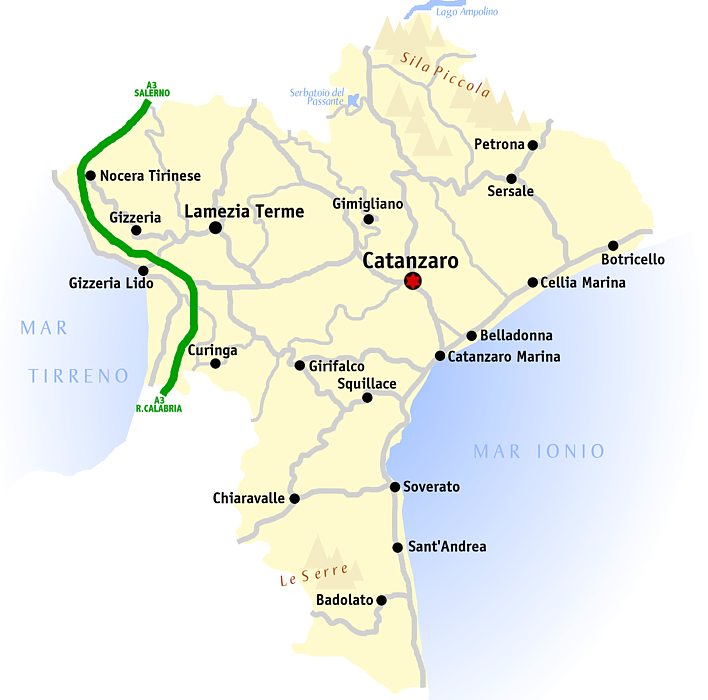
カタンザーロ県概略図

#### 隣接コムーネ
隣接するコムーネは以下の通り。
- ボルジャ
- カラッファ・ディ・カタンザーロ
- ジミリアーノ
- ペントーネ
- サン・フローロ
- セッリーア
- セッティンジャーノ
- シーメリ・クリーキ
- ティリオーロ

### 主要な市街および集落
市の歴史的中心部は3つの丘（San Trifone または San Rocco、Vescovado、最も高い Castello または S. Giovanni）の上にあり、現在の居住地域はイオニア海に接する分離集落で観光地や釣り場になっているカタンザーロ・リードまで拡大している。町は10世紀のビザンティン時代がもとになっている。

## スポーツ

### サッカー
プロサッカークラブであるUSカタンザーロのホームタウンである。2017-18シーズンはセリエC（3部リーグ）に属している。